# Tři sestry (hudební skupina)
Tři sestry jsou česká hudební skupina založená roku 1985 hrající původně punk. Později inklinovala k různým stylům hudby, od punku přes rock až po hardcore.[zdroj?] Někdy se styl kapely označuje také jako pub rock pro její texty s hospodskou tematikou. Textařem, hlavním zpěvákem a nejznámější osobností kapely je Lou Fanánek Hagen. Kapelníkem, manažerem a producentem většiny alb je baskytarista Ing. Magor. 

## Historie kapely
Počátky formování kapely jsou nejasné a spadají do doby, kdy hlavní představitelé skupiny chodili na střední školu.

### Osmdesátá léta
Od roku 1982 hráli někteří z nich ve společné kapele Spálená tlumivka. V roce 1985 pak založili hudební skupinu Tři sestry. Název vymyslel Jiří "Hadr" Brábník.[zdroj?] Skupina poprvé soukromě vystupovala ve složení: Jiří "Hadr" Brábník, Tomáš "Sup" Karásek, Petr "Dachau" Jírovec a Tomáš "Magor" Doležal. Nedlouho poté se ke skupině přidali tři zpěváci: František Moravec (Lou Fanánek Hagen), Simona Bártová (Síma) a Petr Kratochvíl (Bombur). První oficiální koncert Tři sestry hrály na jaře 1986 ve strahovském Klubu 001. V létě 1986 se vážně zranil zpěvák Fanánek (spadl pod vlak, který mu amputoval nohu; nyní nosí protézu) a vystupování skupiny bylo načas přerušeno. V roce 1987 ze skupiny odešli zpěváci Síma a Bombur a přišel kytarista Luděk "Nikotýn" Pallat. Chvíli vystupovala kapela se dvěma kytaristy, ale zanedlouho Jírovec emigroval. V lednu 1988 vznikla nahrávka, která byla vydána jako deska roku 1995 pod názvem Rarity. Koncem 80. let proběhlo ve skupině ještě několik personálních změn, z nichž zřejmě nejzajímavějším je jedno z dočasných působení kytaristy Františka Sahuly.

### Devadesátá léta
Kapela Tři sestry vydala své první album Na Kovárně to je nářez roku 1990. Roku 1993 původního harmonikáře Supa nahradil nový, Miloš "Sup II" Berka. V roce 1994 skupinu opustil kytarista Nikotýn, kterého nahradil Ronald Seitl a opět přistoupivší František Sahula. Velkou ztrátu soubor utrpěl v lednu 1996, kdy tragicky zahynul bubeník Hadr. Nahradil ho o rok později Petr "Franta Vrána" Lukeš. Roku 1996 odešel také Sup II., kterého nahradila Veronika "Supice"  Borovková. František Sahula soubor opět opustil roku 1997, na jeho místo nastoupil Miroslav "Cvanc" Cvancinger.

### 21. století

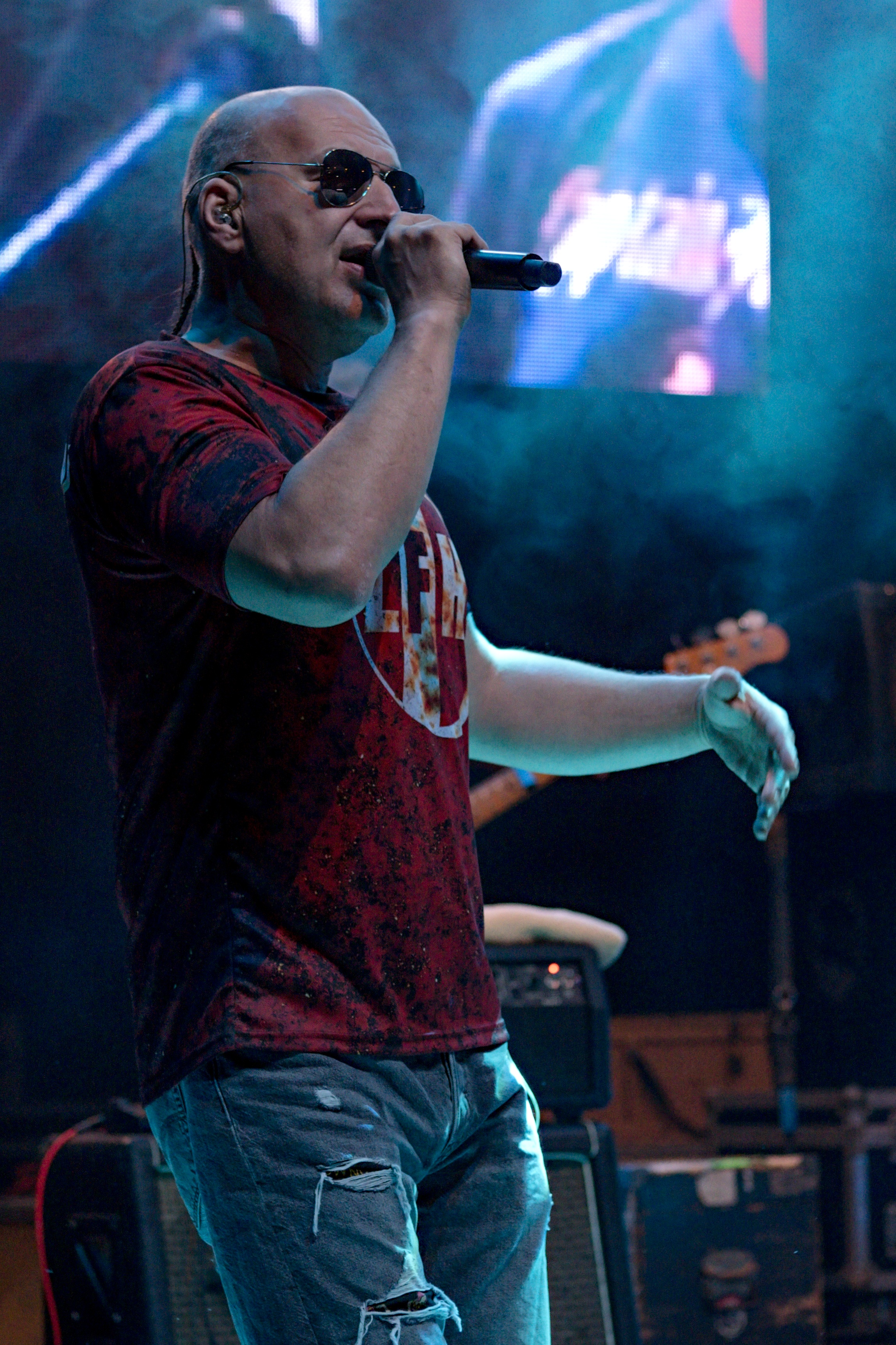
Lou Fanánek Hagen na koncertě Tří sester v Litvínově (2018)

Dne 10. června 2000 skupina oslavila své 15. narozeniny koncertem v Praze na Štvanici. Na přelomu tisíciletí a pak ještě v letech 2003 až 2004 se souborem opět mihnul František Sahula. V roce 2003 se stal členem kapely kytarista Zdeněk Petr. V této době se obsazení ustálilo a od té doby hraje kapela ve stejném složení: František "Lou Fanánek Hagen" Moravec (zpěv, textař), Tomáš "Ing. Magor" Doležal (kapelník, manažer, producent, baskytara), Petr "Franta Vrána" Lukeš (bicí), Veronika "Supice" Borovková (harmonika, zpěv), Ronald "Kapitán Korkorán" Seitl (kytara), Zdeněk Petr (kytara), Martin Roušar (saxofon, klarinet) a František Kacafírek (housle – do r. 2016). V noci z 1. na 2. května 2008 byl surově zavražděn ex-kytarista František Sahula dvěma muži. Za tento čin byli odsouzeni k patnácti rokům odnětí svobody.
Dne 19. srpna 2008 frontman skupiny Lou Fanánek Hagen oznámil, že pokud oštěpařka Barbora Špotáková na olympiádě v Pekingu vybojuje zlato, tak jí skupina složí písničku. Špotáková skutečně zlato získala a Fanánek se vyjádřil, že text složí, hudbu někdo z jeho kamarádů a písničku chtějí vydat co nejdříve. Písnička měla premiéru na tiskové konferenci v restauraci U Pinkasů, koncertní premiéru si písnička odbyla na festivalu Rock na valníku 2008, Špotáková se koncertu zúčastnila a píseň Čtvrtá sestra zazpívala spolu se skupinou. Hudební skupina má revival Tři sestry Banditos, který funguje od roku 2000 a s kapelou má přátelský vztah.[zdroj?]
Dne 28. 10. 2016 zemřel po delší nemoci František Kacafírek.
Kapela každoročně v květnu slaví své narozeniny dva dny trvajícím festivalem, který se z pražského Džbánu přesunul v roce 2014 do Areálu Ledárny v pražském Braníku. Na festivalu vystoupí vždy cca 15 kapel, většinou spřátelených, jako např.: Plexis, S.P.S., E!E, Visací zámek, Horkýže Slíže, Doctor P.P. a další. Festival zakončují v sobotu Tři sestry cca 2,5h koncertem.

## Členové kapely

### Aktuální členové

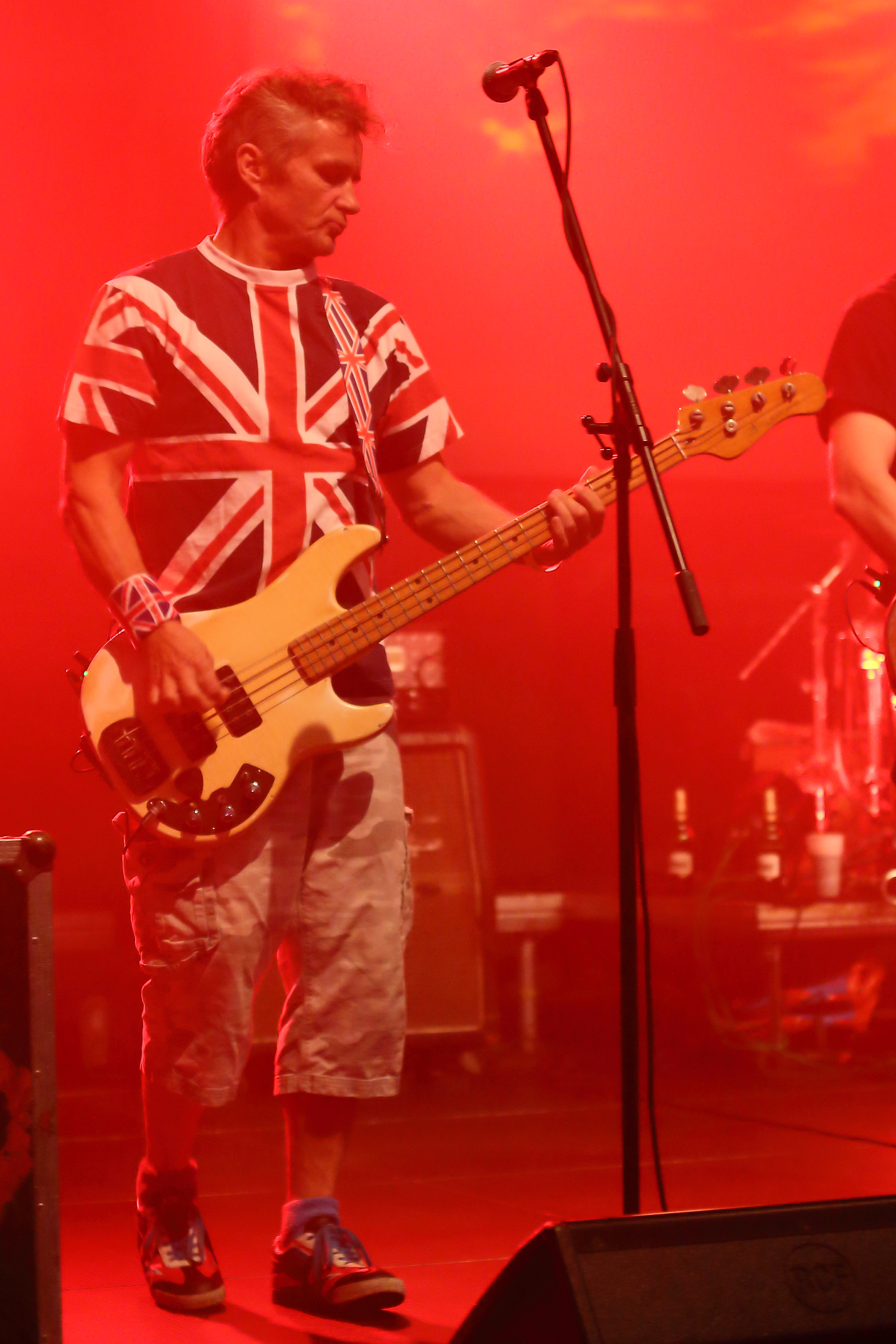
Ing. Magor (2015)

- Lou Fanánek Hagen (vlastním jménem František Moravec) – zpěvák a textař skupiny, dříve občasně i bubeník, saxofonista, baskytarista a perkusista. Vůdce souborů Hagen Baden a Duní.
- Ing. Magor (vlastním jménem Tomáš Doležal) – kapelník, baskytarista a manažer skupiny, producent většiny alb a zakládající člen.
- Supice (vlastním jménem Veronika Borovková) – v roce 1996 se stala harmonikářkou skupiny s několika výraznými pěveckými vstupy (např. píseň Dederon[8]).
- Ronald Seitl – v roce 1994 se stal kytaristou skupiny. Hrál i ve skupinách Hagen Baden a Duní.
- Zdeněk Petr – od května 2003 kytarista souboru, vystudovaný pedagog. Hrál i ve skupinách P.S., Plexis, Scvrklej mozek, Arva, Harashi
- Franta Vrána, Bubenec  (vlastním jménem Petr Lukeš) – Od roku 1996 bubeník souboru. Paralelně s Třemi sestrami vystupoval se skupinou Rány těla, zaskakoval za Jakuba Geislera u skupiny Lety mimo, u kterých nakonec zůstal na dvě alba. Hrál i ve skupině Synové výčepu. Nyní paralelně hraje se skupinou The Radio$tars.
- Jaroušek (vlastním jménem Martin Roušar) – nejnovější člen skupiny, hraje na saxofon a klarinet.

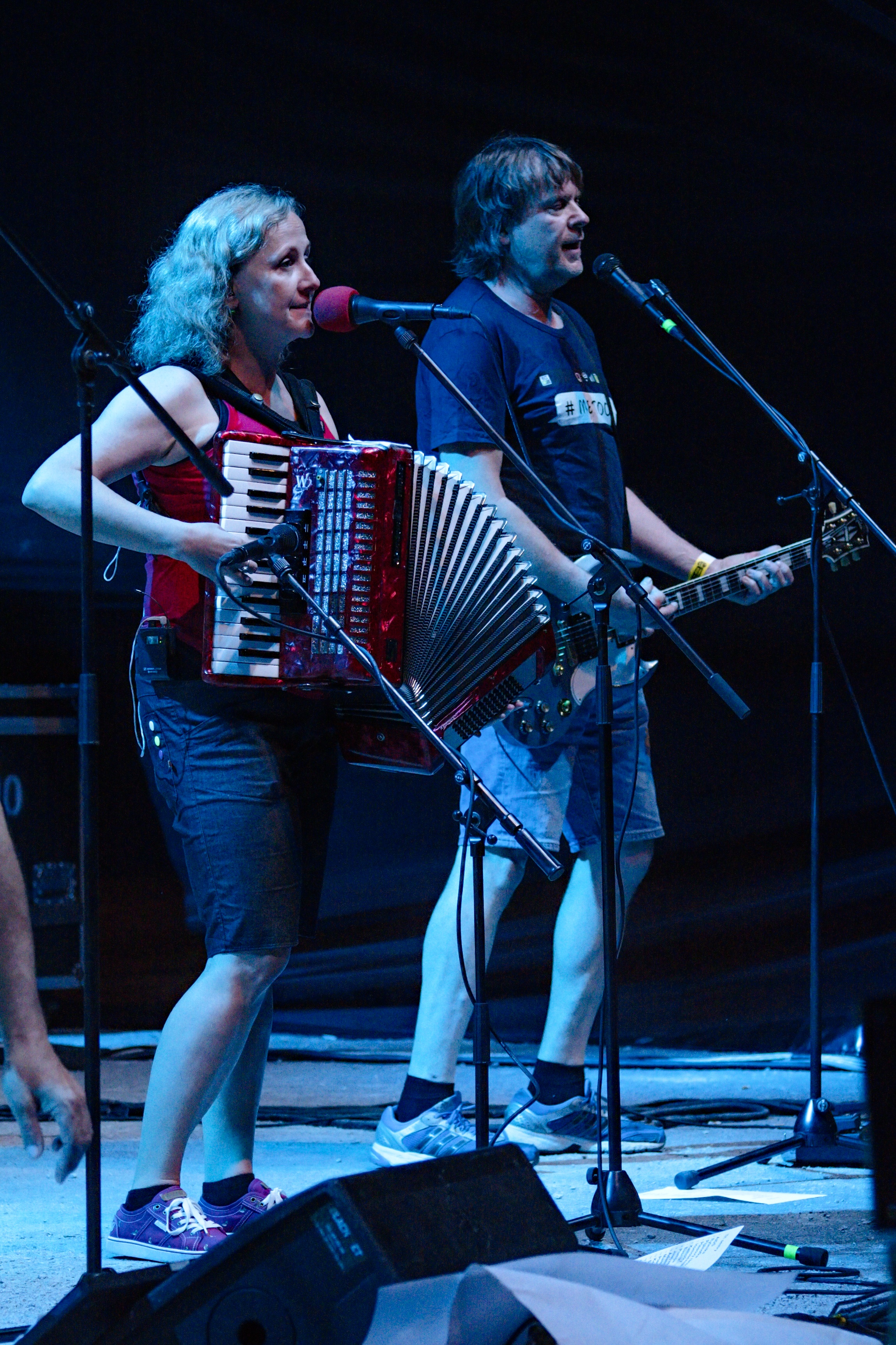
Supice a Ronald Seitl (2018)
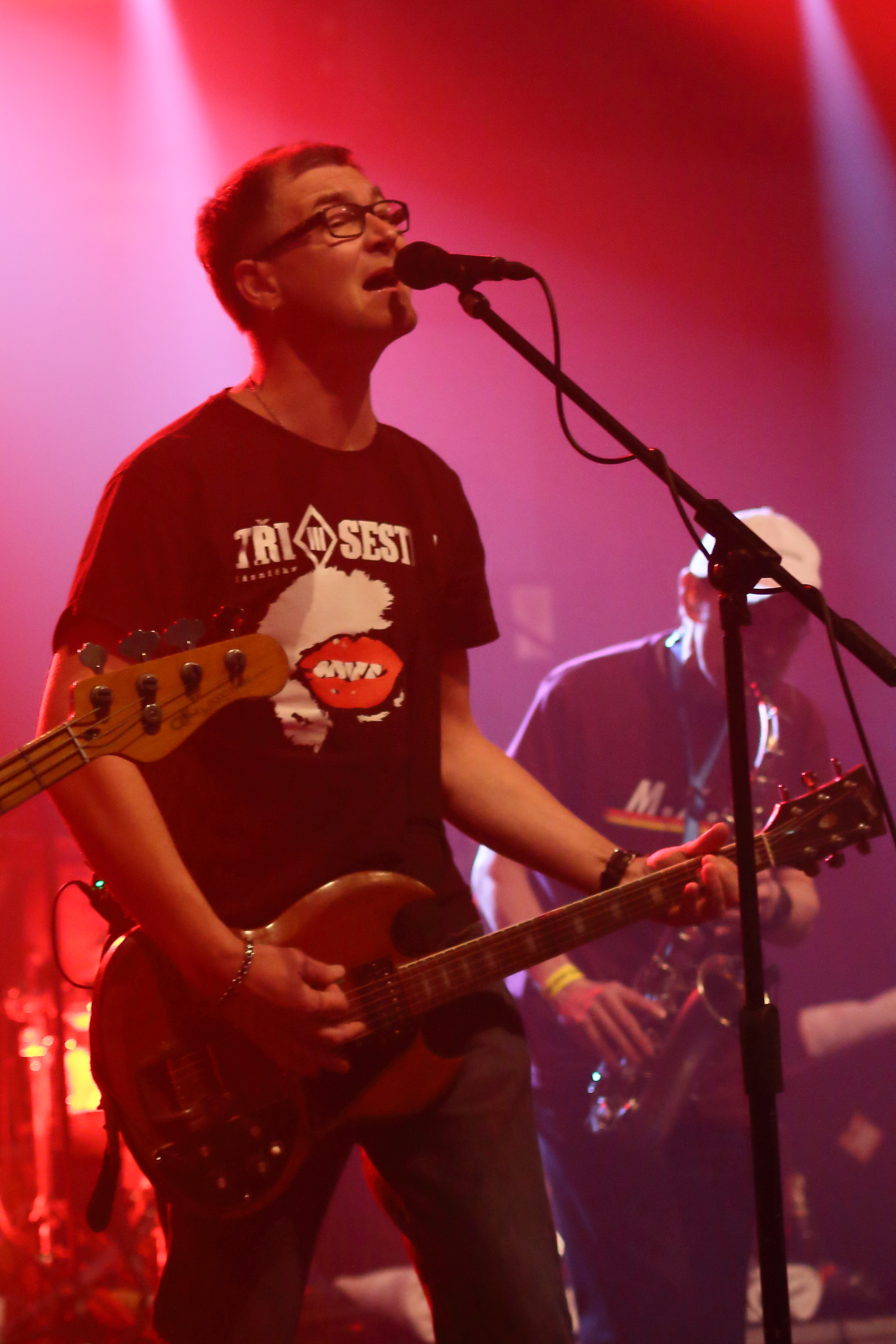
Zdeněk Petr (2015)
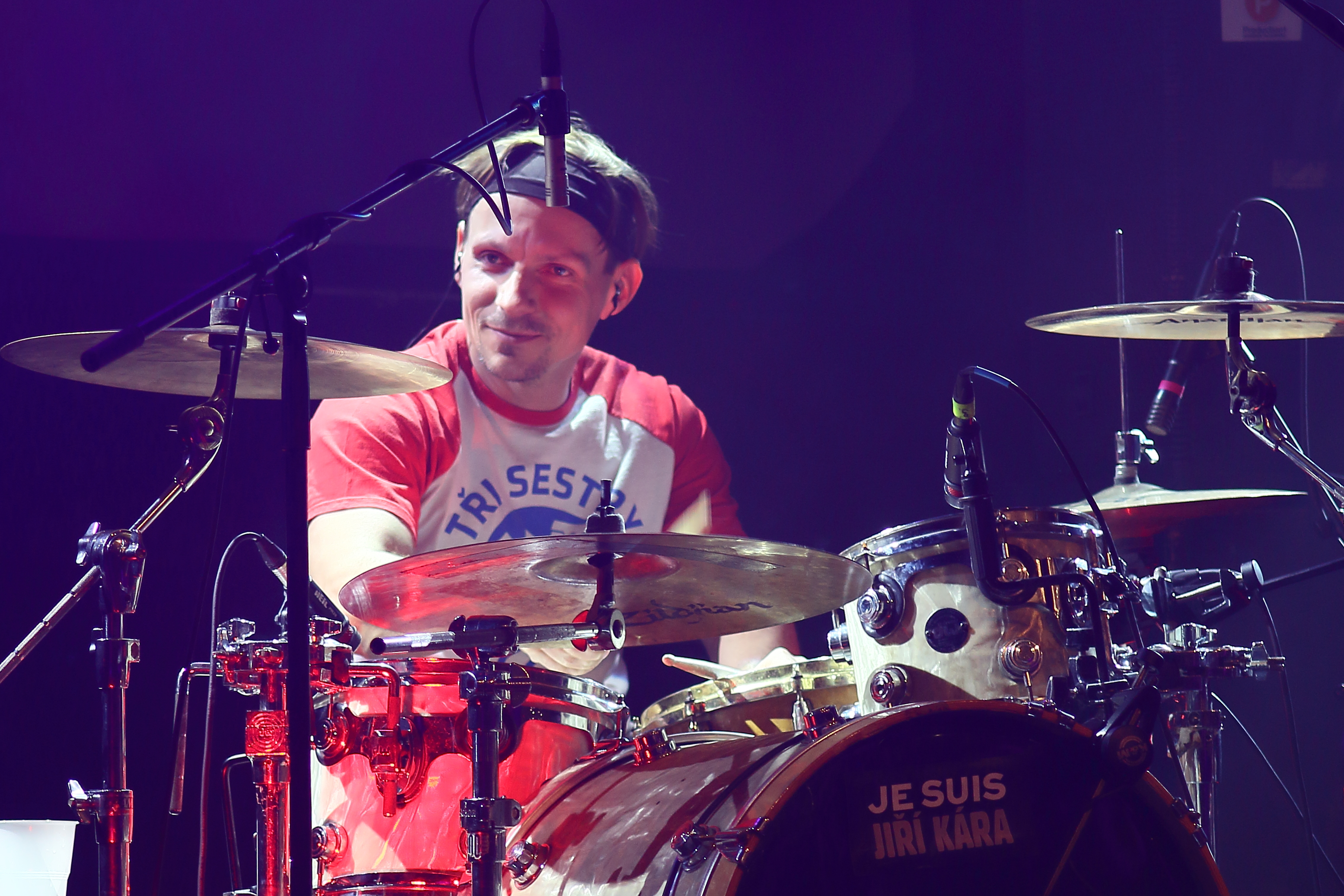
Franta Vrána (2015)
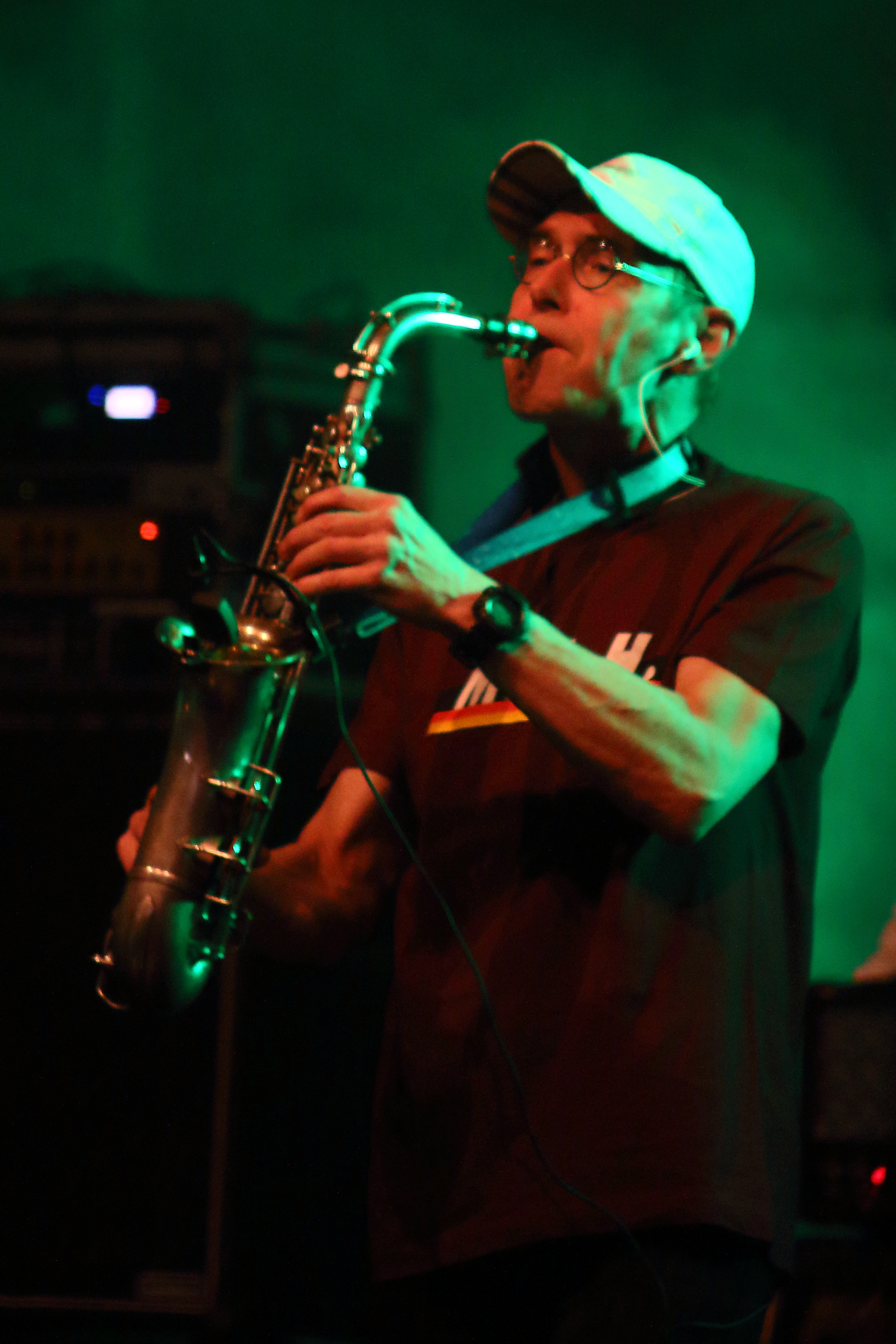
Jaroušek (2015)

### Bývalí členové

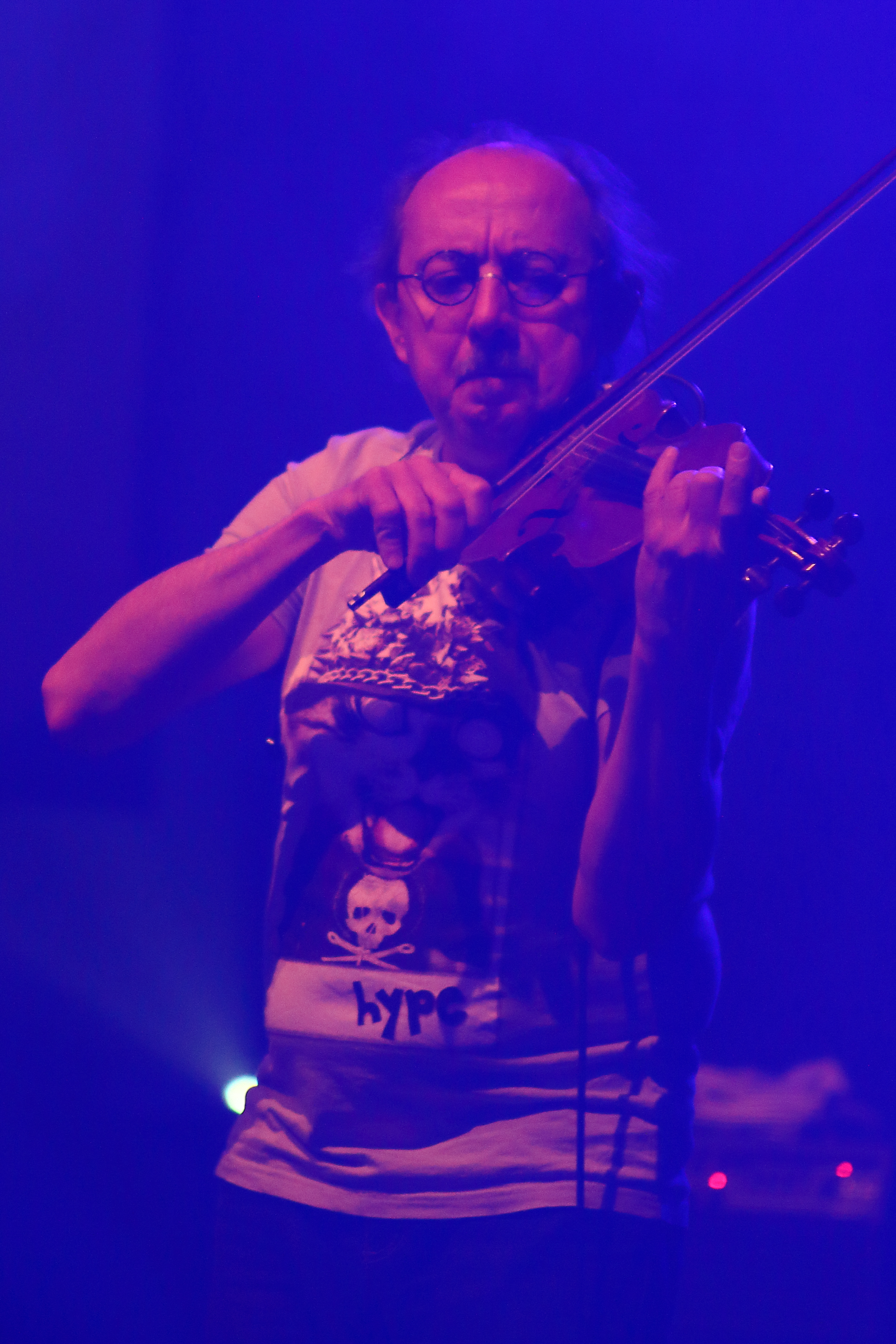
František Kacafírek (2015)

- Blázen (Jakub Maleček) – 1988–1991 baskytarista skupiny. Hrál též v hudebních uskupeních Duní, Hagen Baden i Orlík.
- Bombur (vlastním jménem Petr Kratochvíl, uměleckým jménem Václav Kahuda) – 1985–1987 zpěvák skupiny, v pozdějších letech autor několika knih.
- Cvanc (Miroslav Cvanciger) – 1997–2003 kytarista skupiny a jeden ze spojovacích článků mezi Třemi sestrami a jejich dřívější předkapelou a jeho domovskou kapelou Lety Mimo .
- Čisťák (Jakub Čistecký) – 1985–1990 perkusista, náhradní bubeník a zpěvák skupiny. Zemřel 23. 9. 2018.
- Dachau (Petr Jírovec) – 1985–1987 kytarista souboru, autor hudby.
- Hadr (Jiří Brábník) – 1985–1996 bubeník skupiny. Zakladatel skupiny, spoluproducent několika alb. Zahynul při autonehodě 15. ledna 1996 po nárazu do stromu, později se rozšiřovalo, že ho zabil snowboard.[9]
- Nikotýn (Luděk Pallat) – 1987–1994 (s přestávkou v roce 1989) kytarista souboru. Před angažmá ve Třech sestrách byl členem skupiny Underwelt. Krátce působil také v ultrapravicové skupině Braník. Zemřel 21. 10. 2011 ve Vinohradské nemocnici.[10]
- František Sahula – s přestávkami od 1988 do roku 2004 kytarista a zpěvák, autor několika klíčových písní skupiny. V průběhu 90. let vystupoval s vlastním sborem Synové výčepu, s Fanánkem vytvořil projekt Stará kovárna jako za mlada. Autor knihy Průša se nevrací aneb hrál jsem v Třech sestrách. 3. května 2008 byl nalezen mrtvý (zemřel násilnou smrtí).[3][4]
- Síma (Simona Bártová) – 1985–1987 zpěvačka souboru.
- Slunce severu (Ilma, tehdy Maršíčková) – 1984–1986 zpěvačka skupiny Druhé housle, posléze i ve Třech sestrách až do podzimu roku 1988.
- Sup I. (Tomáš Karásek) – 1985–1993 harmonikář souboru. Autor několika písní, textů a literárních děl.
- Sup II. (Miloš Berka) – 1993–1996 harmonikář souboru. Též znám jako Myloš.
- František Kacafírek – od roku 1993 se skupinou nahrával a koncertoval na housle jako „stálý host“. Hrál country a bluegrass, od roku 1981 byl řádným členem skupiny Zelenáči (od roku 1990 Noví Zelenáči Mirka Hoffmana).[11] Nahrával například i s Palečkem a Janíkem nebo se skupinou Wanastowi Vjecy. Jeho kariéru ukončila až smrt 28. 10. 2016.

## Sportovní aktivity
Skupina Tři sestry se mimo jiné věnuje sportovním aktivitám, existuje Sailing Team Tři Sestry (Ing. Magor s přáteli), který se účastní jachtařských závodů v mnoha zemích, od roku 2006 s jachtou Benetau First 40,7. Také existují fotbalový (1.RFC SPARK) a hokejový (HC Stará kovárna) tým s účastí členů skupiny. Skupina pořádá tenisové, lyžařské a cyklistické závody.

## Diskografie
- 1990 Na Kovárně to je nářez
- 1991 Alkáč je největší kocour, aneb několik písní o lásce
- 1993 Švédská trojka
- 1993 25:01
- 1995 Hudba z marsu
- 1995 Rarity
- 1996 Zlatí hoši
- 1998 Průša se vrací
- 1998 Průša se vrací + 3x bonus
- 1999 Soubor kreténů
- 2000 Hlavně že je večírek — 15 let Souboru kreténů
- 2000 15 let jsem Na Kovárně na plech
- 2002 Do Evropy nechceme — Tři sestry a Krakonoš
- 2003 Lihová škola umění, aneb Válka s loky
- 2005 Na eXX
- 2006 20 let naživu
- 2007 Platinum Collection
- 2007 Rocková nadílka od Tří sester a Divokýho Billa
- 2007 Mydlovary
- 2009 Beatová síň slávy (společně s kapelou Visací zámek)
- 2010 Lázničky
- 2011 Z garáže
- 2011 Jezdí na zelenou
- 2011 V aréně
- 2012 Zelená kolekce
- 2013 Líná hudba, holý neštěstí
- 2013 Bratia a sestry společně s kapelou Horkýže slíže
- 2015 Fernet Underground
- 2015 Fernet Underground + Best of 2001–2015
- 2015 Fernet Underground VIP Collection
- 2016 "30" v ještě větší Aréně
- 2018 ¡Svobodu ředkvičkám!
- 2020 Platinum MaXXXimum
- 2020 Sex drógy rokenról
- 2022 Vinyl Tour Live 2022 – 1992

### Singly
- 2000 Extraliga
- 2008 Čtvrtá sestra (věnován Barboře Špotákové za zlatou medaili z Letních olympijských her 2008 v disciplíně Hod oštěpem)

### Fanánkova sólová tvorba
- 1992 Hagen Baden
- 1993 Ahoj kluci
- 1994 Stará Kovárna aneb konec punku v Čechách
- 2008 Jevany

### DVD
- 2006 20 let naživu
- 2009 Beatová síň slávy (společně s kapelou Visací zámek)
- 2010 25 let na Džbáně
- 2011 V aréně
- 2016 O2 Aréna Live

### Boxy
- Superlázničky, 2011
- 30 BOX, 2014